# Gretelill Fries
Gretelill Fries, född 18 augusti 1923 i Bergen, död 7 juni 1977 i Oslo, var en norsk skådespelare.
Fries debuterade vid Rogaland Teater 1947 och var 1952–1954 engagerad vid Nationaltheatret. Hon var också vid Det Nye Teater och Folketeatret. Hon spelade oftast unga kvinnor och gjorde sig mest bemärkt som tjänsteflickan Mirza i Friedrich Hebbels Judith 1954. Hon medverkade 1956 i Leif Sindings film Gylne ungdom. Mot slutet av 1950-talet avslutade hon sin skådespelarkarriär och drog sig tillbaka till privatlivet.
Hon var dotter till skådespelaren och teaterchefen Hjalmar Fries och syskonbarn till Harald Schwenzen.

## Filmografi
- 1956 – Gylne ungdom